# St. Vincent (artiest)
St. Vincent, artiestennaam van Annie Clark (Tulsa, Oklahoma, 28 september 1982), is een Amerikaanse singer-songwriter en multi-instrumentalist.

## Levensloop
Ze groeide op in Dallas en studeerde enkele jaren aan de Berklee College of Music. Voor haar solocarrière maakte ze deel uit van The Polyphonic Spree en de touring band van Sufjan Stevens.
Haar debuutalbum was Marry Me uit 2007, dat werd opgevolgd door Actor (2009). Haar derde album, Strange Mercy, verscheen op 13 september 2011. Op 10 september 2012 bracht ze samen met David Byrne het album Love This Giant uit. Haar vierde album, St. Vincent, verscheen op 24 februari 2014.
Clark heeft in het voorprogramma gespeeld van bands als Arcade Fire, Andrew Bird, Jolie Holland, John Vanderslice, Xiu Xiu, Death Cab for Cutie, Cristina Donà en Grizzly Bear. Ze werkte samen met Bon Iver voor het liedje "Roslyn", dat verscheen op de soundtrack van The Twilight Saga: New Moon. Haar nummer "The Strangers" werd gesampled door Kid Cudi in het nummer "MANIAC" voor zijn album Man on the Moon II: The Legend of Mr. Rager samen met rapper Cage.

## Discografie

### Albums
- Marry Me (2007)
- Actor (2009)
- Strange Mercy (2011)
- Love This Giant (2012, met David Byrne)
- St. Vincent (2014)
- MASSEDUCTION (2017)
- MassEducation (2018)
- Daddy’s Home (2021)
- All Born Screaming (2024)

### Ep's
- Ratsliveonnoevilstar (2003)
- Paris Is Burning (ep) (2006)
- 4AD Session (2012)
- Brass Tactics (met David Byrne; 2013)